# Derby Philosophical Society

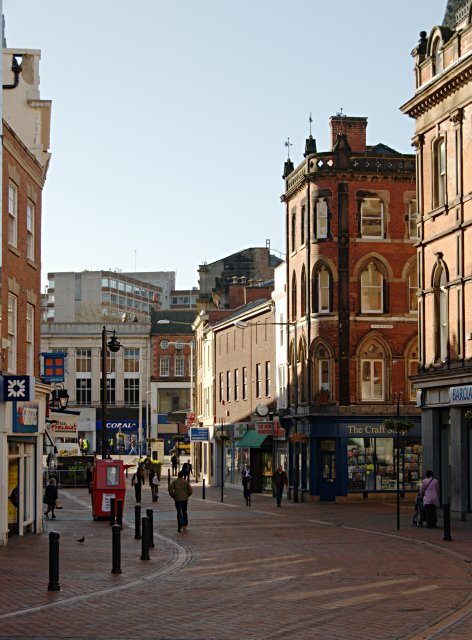
Il Cornmarket a Derby dove la Società si incontrò nel 1783.

La Derby Philosophical Society era un club per gentleman di Derby fondato nel 1783 da Erasmus Darwin. Il club aveva molti membri importanti e offrì anche la prima biblioteca istituzionale nel Derby, che era a disposizione del pubblico per alcune sezioni.

## Storia
I club e le società erano uno degli aspetti più importanti della vita pubblica e semi-pubblica nella Gran Bretagna georgiana, anche se le donne erano escluse da quelli più formali. Molti avevano un forte interesse per la scienza, o filosofia naturale come sarebbe stata chiamata, e in quest'ottica divennero importanti centri locali per la produzione e la diffusione delle idee legate all'Illuminismo. Se alcuni club erano associazioni informali, altri erano altamente organizzati con norme e regolamenti e, talvolta, nelle loro stanze o edifici trovavano posto collezioni di libri, strumenti scientifici e reperti di storia naturale, ottenuti tramite acquisto o donazione.
Nel XVIII secolo Derby tra i club o società filosofiche si potevano incontrare membri come John Whitehurst, appartenente anche alla Lunar Society, prima del suo trasferimento a Londra nel 1775. La società tenne le sue riunioni almeno fino al 1779 anche se altri club o cenacoli esistevano in città prima di esso. In un altro di questi tra i menti, oltre a Whitehurst, pare ci fossero anche l'artista Joseph Wright of Derby, il suo amico Peter Perez Burdett ed il reverendo Joshua Winter della All Saints Church.
La Derby Philosophical Society fu avviato da Erasmus Darwin e da un gruppo di suoi collaboratori nel 1783, subito dopo il suo trasferimento a Derby da Lichfield, e dopo aver vissuto per un breve periodo a Radburn Hall con la moglie Elizabeth e la sua nuova famiglia. Il club fu inaugurato ufficialmente nel 1784 a casa di Darwin in Full Street: erasmus tenne un discorso ai membri dove spiegava ciò che egli sperava la società avrebbe raggiunto, compresa l'acquisizione di una biblioteca e, forse, la produzione di pubblicazioni. Sembra che egli sperasse che la Società sarebbe stata in grado di tenere riunioni congiunte con quella della Lunatic.
Gli scopi del club erano diversi, tuttavia il club creò una notevole collezione di libri ed ebbe svariati ospiti, alcuni dei quali sono elencati nella documentazione.
La società si incontrava presso il King's Head Inn nel Cornmarket a Derby, non lontano dalla casa di Darwin al nº 3 di Full Street.
Dei membri fondatori si dice siano stati sette, otto o dieci persone elencate come Richard French, Sneyd, Dr John Hollis Pigot, Dr John Beridge, Dr Erasmus Darwin, Thomas Gisborne, Mr. Fox e William Strutt. Tuttavia Gisborne e Sneyd non vivevano in Derby quindi questo lascia a sette i membri più Erasmus Darwin che è considerato la principale ragione dell'esistenza del club. I registri del club esistono ma spesso si riferiscono a persone solo tramite il cognome così i ricercatori hanno avuto dubbi su quale persona in particolare si facesse riferimento. Lo scopo della riunione del club erano sociali in senso lato, ma c'era una varietà di interessi, anche se molti dei suoi membri, come Darwin, erano collegati alla medicina. In seguito i membri inclusero Josiah Wedgwood, il Reverendo William Pickering, il Reverendo Charles Hope, il dottor Peter Crompton, Erasmus Darwin Jr, Robert Darwin, Richard Leaper ed Henry Hadley, Mr Haden, Mr Fowler, Mr Johnson, Sacheverell Pole, William Duesbury jr, Robert Bage e Richard Archdale. Circa la metà dei membri era medico come William Brooks Johnson, ma altri comprendeva uomini di grande influenza come Sir Robert Wilmot, l'ingegnere Jedediah Strutt, il poeta e gentiluomo Sir Brooke Boothby, il farmacista Charles Sylvester, il proprietario terriero Charles Hurt, il reverendo D'Ewes Coke e Thomas Evans. Crompton, Leaper, e CS Hope divennero tutti in seguito sindaci di Derby, ed Edward Strutt, I barone Belper fu uno degli ultimi membri.
William Strutt e Richard French sarebbero poi divenuti presidenti della Society alla morte di Darwin nel 1803. Strutt era stato un membro fondatore e Forester era il figlio di Richard Frenhc, un altro socio fondatore. Il maestro di scuola locale e filosofo William George Spencer fu segretario della società dal 1815 e suo figlio, il filosofo Herbert Spencer trasse molta ispirazione dai circoli culturali letterari e scientifici di Derby. Significativamente fu Spencer che coniò la frase "sopravvivenza del più forte", dopo aver letto il lavoro del nipote di Darwin sull'evoluzione. Un altro socio importante della società fu Abraham Bennet, anche se non fu mai un membro, a differenza di James Pilkington, il ministro radicale e l'autore di “Veduta del Derbyshire”.
Durante il tempo in cui Darwin fu il fulcro della Society visse in Full Street. Anche se questa casa è ora demolita una lapide è stata posta sul sito nel 2002 per ricordare il contributo di Darwin e che egli aveva fondato la Derby Società Filosofica Derby Philosophical Society..
La Derby Philosophical Society è stata sola una di una serie di associazioni letterarie e scientifiche che esisteva in città durante i secoli XVIII e XIX che riflettono l'importanza di una cultura pubblica scientifica nelle province inglese in questo periodo. Altri esempi comprendono la Derby Literary and Philosophical Society (circa 1808-1816), il Derby Mechanics' Institute, la Derby Town and County Museum and Natural History Society fondata nel 1834, e un'altra Literary and Scientific Society che fiorì tra gli anni quaranta a Cinquanta del secolo. A queste vanno poi aggiunti l'innovativo Derbyshire General Infirmary che ha aperto nel 1810 e il John Claudius Loudon's Derby Arboretum aperto nel 1840, entrambi fortemente legati alle attività dei filosofi di Derby e che aiutarono a creare una piattaforma pubblica per la scienza.
Nel 1858 la Derby Philosophical Society si trasferì in una casa sul Wardwick a Derby e poi si fuse con il Derby Town and County Museum e la Natural History Society. Questa mossa comprese la biblioteca della società di circa 4000 volumi, Matematica e apparecchiature scientifiche e matematiche e la collezione di fossili.